# Oldřich Oplt
Oldřich Oplt (25. října 1919 Stružinec — 22. června 2001 Jičín) byl český akademický malíř a profesor Akademie výtvarných umění v Praze a v letech 1947 a 1948 československý reprezentant ve sjezdu na lyžích.

## Život
Dne 4. května 1979 převzal od ministra kultury ČSR Milana Klusáka titul „zasloužilý umělec“, který získal za svoji dlouholetou uměleckou činnost a úspěšnou pedagogickou práci na Akademii výtvarných umění. Téhož roku proběhly tři samostatné výstavy jeho díla: v oblastní galerii v Liberci, v galerii Václava Špály v Praze a v Městském muzeu v Lomnici nad Popelkou. Nákladem Svazu českých výtvarných umělců vyšel k těmto výstavám reprezentativní katalog, kde byla zhodnocena jubilantova životní práce. Městský národní výbor v Lomnici nad Popelkou přijal rozhodnutí o zřízení samostatné výstavní síně Oldřicha Oplta, pro kterou zakoupil dva obrazy a další dva získal od prof. Oplta darem.